# Dae Jang Geum
 (octobre 2022).
Dae Jang Geum (en coréen : 대장금, littéralement Un bijou dans le palais) est une série télévisée sud-coréenne en 54 épisodes d'environ 60 minutes diffusée du 15 septembre 2003 au 23 mars 2004 sur MBC.
Cette série est inédite dans tous les pays francophones.

## Distribution

### Acteurs principaux
- Lee Young-ae - Seo Jang-geum
- Ji Jin-hee - Min Jung-ho
- Im Ho (en) - Jungjong de Joseon
- Hong Ri-na (en) - Choi Geum-yeong

### Les premières années
- Jo Jung-eun - la jeune Seo Jang-geum
- Park Chan-hwan - Seo Cheon-Soo, père de Jang-geum
- Kim Hye-seon - Park Myeong-yi, mère de Jang-geum
- Im Hyeon-sik - Kang Duk-gu, un vendeur de vin qui adopte Jang-geum après le décès de sa mère
- Geum Bo-ra - Na Joo-daek, la femme de tempérament de Kang Duk-gu

### Personnel du Palais
- Yang Mi-gyeong - la dame Han
- Kyeon Mi-ri - la dame Choi
- Park Eun-hye - Lee Yeon-saeng, l'amie de Jang-geum qui devint plus tard concubine du roi Lee Suk-won (숙원 이씨)
- Lee Ip-sae - Yoon Young-roh, la femme de chambre Choi
- Yeo Woon-kay - Jung Mal-geum (la dame Jung)
- Kim so-yi - la dame Min
- Choi Ja-hye - Chang-ee, la copine de jang geum
- Park Jeong-soo - Park Yong-shin, la dame renversée par la patronne Choi
- Jo Gyeong-hwan - le ministre Oh Gyeom-ho, allié de la famille Choi
- Lee Hee-do - Choi Pan-sul, commerçant et frère de la dame Choi
- Na Seong-gyun - Yun Mak-gae, Young-roh oncle et assistant de Choi Pan-sul

### Médecins du Palais
- Jeon In-taek - le médecin Jeong Yoon-soo, médecin du palais
- Maeng Sang-hun - le médecin Jeong Woon-baek, professeur de Jang-geum à l'École de médecine
- Kim Yeo-jin - le médecin Jang-deok
- Han Ji-min - Shin-bi, boursier à l'École de médecine et au Palais
- Lee Se-eun - Park Yeol-i, médecin résident du palais

## Lieux
Une grande partie de Dae Jang Geum a été tournée au Daejanggeum Theme Park.